# Agliè
Agliè – miejscowość i gmina we Włoszech, w regionie Piemont, w prowincji Turyn.
W 2004 roku gminę zamieszkiwały 2572 osoby, 197,8 os./km².

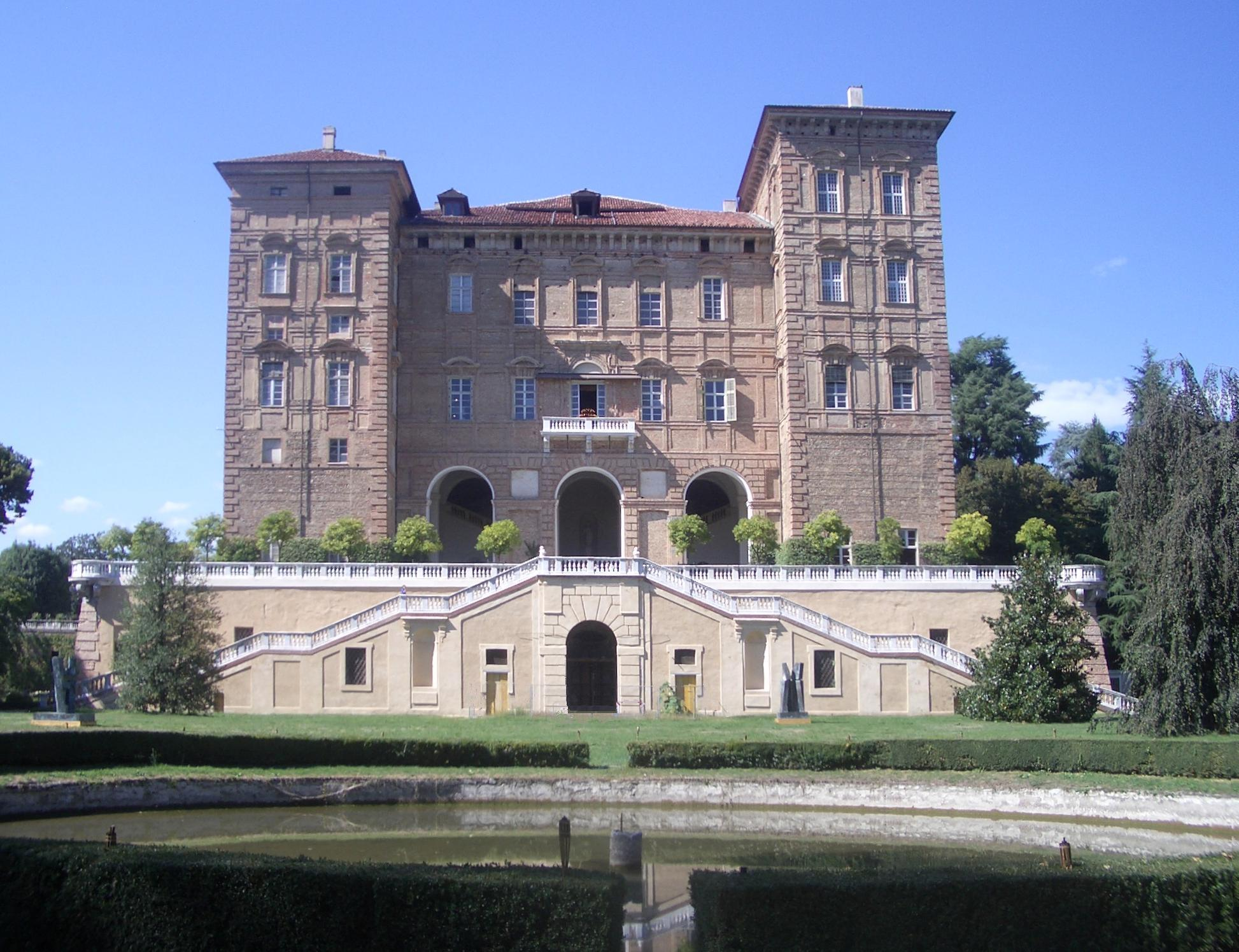
Zamek w Agliè